# Соэдзима Танэоми
Соэдзи́ма Танэо́ми (яп. 副島 種臣, 17 октября 1828 — 31 января 1905) — японский политический и государственный деятель, дипломат, каллиграф конца периода Эдо — периода Мэйдзи. 3-й министр иностранных дел (4 ноября 1871 — 28 октября 1873), 7-й министр внутренних дел (11 марта 1892 — 8 июня 1892), 2-й вице-председатель Тайного совета (1891—1892). Соучредитель Патриотической гражданской партии (1874). Псевдонимы — Со́кай, Итиити Гакунин.

## Биография
Соэдзима Танэоми родился 17 октября 1828 года в Сага-хане, в семье учёного националистического течения кокугаку Эдаёси Нанго. В раннем детстве мальчика отдали в бездетный самурайский род Соэдзима, который вырастил его как будущего наследника. В 1852 году Танэоми отправился в Киото, где познакомился с лидерами антиправительственного движения «Сонно Дзёи», а двумя годами позже прибыл в город Нагасаки, в котором овладел английским языком.
После реставрации Мэйдзи 1868 года новое Императорское правительство приняло Танэоми на государственную службу. Он стал младшим советником и помощником в Службе стандартизации. На этой должности Танэоми составил проект указа о новой государственной форме управления, который определял организацию японского правительства на протяжении 1868—1869 годов. За эту работу его повысили до Императорского советника. В 1871 году Танэоми отправился в российскую бухту Посьета для ведения переговоров о демаркации японско-российской границы на Сахалине, однако они закончились безрезультатно. В феврале того же года он получил назначение на должность министра иностранных дел.
В 1872 году Танэоми проявил себя во время инцидента с перуанским судном «Мария Луз», в котором японская сторона впервые провела судебное расследование по международным стандартам и освободила китайских наёмных моряков, которые удерживались на судне в качестве рабов. В следующем году японское правительство назначило министра чрезвычайным и полномочным послом в цинском Китае для обмена ратификационными грамотами японско-китайского договора о дружбе. Во время приёма у цинского императора, Танэоми нарушил нормы китайского дворцового этикета, отказавшись становиться на колени, и стоя передал послание китайской стороне. Этот поступок показал отказ Японии от китаецентрической системы международных отношений и декларировал переход к паритетным двусторонним отношениям.
В октябре 1873 года, во время дебатов о завоевании Кореи, Танэоми поддержал позицию силовиков во главе с Сайго Такамори. Поскольку большинство чиновников отклонили её, министр и его сообщники демонстративно вышли из состава правительства. В 1874 году Танэоми принял участие в общественном движении за свободу и народные права, и стал одним из подписантов Петиции к правительству с требованием созвать всенародный парламент.
В 1879 году Танэоми вернулся в правительство и был назначен первым лектором Министерства Императорского двора. В 1884 году за заслуги перед государством Император наградил его титулом графа. В 1886 году Танэоми назначили дворцовым советником, а через два года он стал членом Тайного совета. С марта по июнь 1892 года Танэоми был министром внутренних дел в правительстве Мацукаты Масаёси.
Соэдзима Танэоми скончался 31 января 1905 года в Токио.